# تورو تاكاغيوا
تورو تاكاغيوا (باليابانية: 高木和 徹) (15 أبريل 1995 في نوغي في اليابان – )؛ هو لاعب كرة قدم ياباني سابق كان يلعب كحارس مرمى.

## وصلات خارجية
- تورو تاكاغيوا على موقع رابطة كرة القدم اليابانية للمحترفين (اليابانية)
- تورو تاكاغيوا على موقع قاعدة بيانات كرة القدم.إي يو (الإنجليزية)
- تورو تاكاغيوا على موقع Soccerway.com (الإنجليزية)
- تورو تاكاغيوا على موقع عالم كرة القدم.نت (الإنجليزية)
- تورو تاكاغيوا على موقع كووورة